# Movimiento homófilo
El movimiento homófilo fue el segundo movimiento homosexual que surgió en Europa Occidental y Estados Unidos tras la Segunda Guerra Mundial, aproximadamente desde 1945 hasta finales de la década de 1960.
El nombre «homófilo», del griego φιλία (filia), fue adoptado por estos grupos como alternativa de la palabra homosexual, para enfatizar el amor (filia) en lugar del sexo. La palabra fue creada por el psicoanalista, autor y astrólogo Karl-Günther Heimsoth en su disertación doctoral de 1924, «Hetero- y homofilia». La palabra se empleó ampliamente durante las décadas de 1950 y 60 por los grupos y revistas homosexuales de la época, por lo que ha dado en llamase colectivamente al movimiento como «movimiento homófilo».
El término, al igual que el movimiento que la empleaba, comenzaron a desaparecer con el surgimiento del movimiento de liberación gay en los últimos años de la década de 1960 y principios de la de 1970. A pesar de ello, grupos homófilos sobrevivieron hasta la década de 1980, e incluso algunos han llegado hasta el presente.

## Características

### Situación política y social
El cambio de nombre de «homosexual» a «homófilo» pretendía alejar una imagen negativa y estereotipada del homosexual sexualmente promiscuo, que corrompe a la juventud y se relaciona con la prostitución y el chantaje, para hacer un mayor hincapié sobre la atracción, la camaradería y el amor. Las asociaciones realizaban encuentros, comidas y cenas de beneficencia o fiestas y bailes en forma de clubs privados.
Pretendían conseguir la aceptación y convertirse en miembros respetables de la sociedad a través de dos mecanismos: el conocimiento científico de la homosexualidad, con la correspondiente divulgación en revistas, y tratar de convencer a la sociedad de que, a pesar de las diferencias, que se reducían al ámbito privado, los homosexuales «eran de fiar». El historiador Michael Sibalis describe la creencia del grupo homófilo Arcadie de que «la hostilidad pública a los homosexuales es en gran parte resultado de su comportamiento escandaloso y promiscuo; los homófilos ganarían una opinión positiva del público y de las autoridades mostrándose como discretos, dignos, virtuosos y respetables.» Es de entender que el movimiento homófilo se opusiera al submundo homosexual de las saunas, los encuentros anónimos en parques y baños públicos y las revistas de desnudos, que siguió su evolución independiente.
Estos grupos son generalmente considerados como políticamente cautelosos, en comparación con los movimientos LGBT tanto precedentes como con los que les sucedieron. Algunas figuras dentro del movimiento, como el comunista norteamericano Harry Hay, eran más radicales. Sin embargo, pocos estaban dispuestos a salir del armario por  temor a la persecución a la que se arriesgaban. En efecto, las décadas de 1950 y 1960 fue un momento de recrudecimiento de la homofobia en diversas sociedades occidentales.

### Situación legal
La homosexualidad era ilegal en todos los países occidentales, a excepción de aquellos que estaban influidos por el código penal francés: Francia, Bélgica, Luxemburgo, Países Bajos, España, Portugal e Italia, en los que desapareció la sodomía como delito durante o antes del siglo XIX. Algunos de ellos, como España o Francia, reintrodujeron leyes en contra de la homosexualidad en las décadas de 1930 y 40. De entre los países en los que estuvo activo el movimiento homófilo, la homosexualidad dejó de ser ilegal en Dinamarca en 1930, en Suiza en 1942, en Suecia en 1944, en Inglaterra y Gales en 1967, en Alemania Occidental en 1969, en Noruega en 1972, y en EE. UU., según estado federado, desde 1962 (Illinois), hasta 2003, en el que la decisión del Tribunal Supremo de los Estados Unidos en el caso de Lawrence contra Tejas, declaró ilegales las leyes contra la sodomía en los últimos 14 estados. Las relaciones homosexuales entre mujeres también eran ilegales en países como Austria, pero representaban una minoría.

### Situación médica
El tratamiento médico de la homosexualidad continuó durante la Posguerra. En Estados Unidos el Dr. George S. Thompson repetía los experimentos que el Dr. Owensby de Atlanta había realizado en 1937, tratando de eliminar la homosexualidad con shocks inducidos por metrazol. A pesar de que Thompson demostró que el tratamiento no era efectivo, otros médicos continuaron con los experimentos, como el Dr. Samuel Liebman que en 1941 complementaba el tratamiento con shocks eléctricos. El tratamiento de electroshocks se extendería durante las décadas de 1950 y 60 por todo el mundo occidental. Jóvenes negros afeminados eran el blanco preferido de estos tratamientos. En 1949 trataron a otro joven homosexual negro con varios preparados de estrógenos, andrógenos y gonadotrópicos, todas sustancias cancerígenas conocidas. Hacia 1941 comenzaron los tratamientos por lobotomía y en 1959 se hizo un informe de 100 lobotomizados elegidos al azar, todos pacientes del Pilgrim State Hospital de Nueva York. Ningún «tratamiento» tuvo éxito. Estos experimentos se vieron respaldados por la American Psychiatric Association, que en 1952, en la primera edición del Diagnostic and Statistical Manual of Mental Disorders (DSM-I; «Manual para el diagnóstico y la estadística de desordenes mentales»), clasificaba la homosexualidad como un desorden mental.
La situación no era muy distinta en Europa. En la década de 1950, en Dinamarca, los homosexuales debían aceptar la castración para ser dados de alta de la institución de reclusión de psicópatas de Herstedvester. La lobotomía se realizó en total en más de 3000 víctimas en Suecia, unas 3500 en Dinamarca y 2500 en Noruega, entre ellos, también a homosexuales. La última lobotomía se realizó en Dinamarca en 1981; un documental de la televisión sueca informó del tratamiento de una lesbiana por lobotomía en 1998. En Alemania se realizaron tratamientos médicos y operaciones de estereotaxia en el cerebro para la eliminación de la homosexualidad hasta 1975. El ejemplo más conocido fue el de Alan Turing, que fue obligado por el Gobierno Británico a elegir entre la cárcel y un tratamiento hormonal de estrógeno contra la homosexualidad. El tratamiento, que lo dejó impotente y le hizo crecer pechos, lo indujo al suicidio.
Poco a poco fueron alzándose otras voces. En 1948 el Dr. Alfred Kinsey publicó el informe Sexual Behavior in the Human Male («Comportamiento sexual en el macho humano») y en 1953 Sexual Behavior in the Human Female («Comportamiento sexual en la hembra humana»), habitualmente llamados Informe Kinsey. El informe negaba explícitamente la patología de la homosexualidad, además de mostrar que era un hecho relativamente común. Evelyn Hooker se convirtió en otra voz contraria tras publicar su influyente artículo The Adjustment of the Male Overt Homosexual en 1957, donde afirmaba que «los homosexuales no eran intrínsecamente anormales y que no había diferencia entre hombres homosexuales y heterosexuales en términos de patología.» Pero siguieron siendo voces aisladas, aunque cada vez más numerosas, hasta finales de la década de 1960.

## Historia por regiones
Tras los avances conseguidos por el primer movimiento homosexual de finales del siglo XIX y principios del XX, la vibrante subcultura homosexual de las décadas de 1920 y 30 desaparecieron según la II Guerra Mundial iba envolviendo el continente europeo. Alemania, el hogar tradicional de estos movimientos, como el Comité Científico Humanitario, y de estos activistas, como Magnus Hirschfeld, Ernst Burchard, Karl Heinrich Ulrichs o Max Spohr, pasó de ser un centro de atracción para los homosexuales europeos, a ser el uno de los peores como consecuencia del gobierno nazi.

### Suiza
El movimiento homosexual suizo ya tenía 10 años de tradición hacia finales de la II Guerra Mundial, cuando en 1942 y tras 24 años de preparación, la reforma del código penal suizo legalizó las relaciones homosexuales entre adultos de más de 20 años.
La revista suiza Der Kreis - Le Cercle - The Circle («El círculo»), publicada desde Zúrich, fue la única publicación para homosexuales que se publicó durante la Guerra, era la heredera de las publicaciones anteriores, hermanas de las que se publicaban en Alemania en las décadas de 1920 y 30. Si en 1942 la revista tenía una tirada de 200 ejemplares, en 1952 ya eran 1.400 y en 1959 casi 2.000, el máximo que se llegó a publicar, de los que 700 iban al extranjero. La revista, que al contrario que sus predecesoras, se dirigía a un público exclusivamente masculino, publicaba relatos cortos, historias y comentarios, pero su importancia principal estriba en que era una de las principales fuentes de información internacionales sobre y para los homosexuales. Su principal impulsor, Karl Meier, bajo el seudónimo de «Rolf», no solo se encargaba de la publicación, sino que era el redactor de la parte en alemán. La revista, que era trilingüe, tenía a Eugen Laubacher, «Charles Welti», como redactor en francés, y a Rudolf Jung, como redactor en inglés. Además existía una red de redactores e informadores en el extranjero, entre los que se puede mencionar al austriaco Erich Lifka o el alemán Johannes Werres. Además, Meier tenía una importante colección de revistas de Entreguerras, de las que volvía a publicar las fotos y contribuciones.
A pesar de que Der Kreis siempre se consideró una revista homófila, sus abonados formaban de hecho una asociación, cuyas fiestas atraían invitados de toda Europa a Zúrich. En estas fiestas se ofrecía entretenimiento de alto nivel. Rolf actuaba él mismo, mientras que de la parte musical se encargaba el pianista Nico Kaufmann («Lysis»). Todos los participantes llevaban nombres falsos y las direcciones solo eran accesibles para Rolf y Charles Welti. Las fiestas se realizaban en el Theater am Neumark en Zúrich, que era alquilado para la ocasión. También organizaban durante la década de 1940 veladas todos los miércoles en el local Schlauch y en la década de 1950 en un local del Theater am Neumark. Siguiendo el ejemplo de Zúrich se intentó abrir en Berna el Ursus-Club, que no tuvo éxito, y en Basilea el Isola-Club en 1957, que en 1967 se abrió incluso a los no abonados a la revista, y en 1966 se abrió un club propio en Zúrich, el Conti-Club.
A pesar de que la discreción y el secretismo era una de las principales características del Círculo, una y otra vez hubo campañas en contra de sus actividades. Una de ellas, organizada por la revista Tat, llevó a la desaparición de los bailes en el Theater am Neumark. Rolf escribía en 1944 que, «puesto que también bajo la nueva ley seguramente seremos marginados por la sociedad durante décadas, es decisivo permanecer ocultos en nuestra condición», de nuevo en 1967: «Nuestra revista debe permanecer exclusivamente en manos de sus abonados. Préstamos descuidados a curiosos o externos pone nuestra cosa en peligro, puesto que desgraciadamente estamos todavía muy lejos de ser reconocidos por la sociedad.»

### Países Bajos
En 1940 se editó durante un corto periodo de tiempo la revista Levensrecht («Derecho a la vida»), los mismos redactores que inmediatamente después de la II Guerra Mundial editaron la revista Vriendschap («Amistad») y organizaron el Shakespeare-Club el 7 de diciembre de 1949, una de las primeras organizaciones LGBT de la Posguerra. En 1949 la asociación cambió su nombre por el de Cultuur- en Ontspannings Centrum (COC; «Centro de cultura y diversión»). Jaap van Leeuwen, uno de los fundadores de COC, fue el primero en defender la palabra «homofilia» en un texto impreso.
Las actividades del COC se centraban en una parte en servir de centro de reunión para homófilos, para lo que se abrió en 1952 la sala de fiestas De Odeon Kelder (DOK), que se independizó tres años después de la organización matriz. COC abrió un segundo local llamado De Schakel («El eslabón»), con lo que Ámsterdam se convirtió con estos dos locales en un centro de actividad homófila a la que acudían hombres de todo el mundo. Los locales eran populares entre los habitantes de la ciudad y la policía los toleraba porque consideraban que era mejor que los homosexuales estuvieran entre sí en locales cerrados que en las calles seduciendo a jóvenes. En 1955 apareció incluso el primer bar leather gay, el Argos.
La situación no era fácil, a principios de la década de 1950, los partidos conservadores, como el Katholiek Nationale Partij («Partido Católico Nacional»), exigían un recrudecimiento del artículo 248bis, que ya estaba siendo empleado en toda su fuerza. Para contrarrestar esta ambiente homofóbico, el COC también se centró en la educación sobre la homosexualidad, que intentaban a través de conversaciones y reuniones privadas con los intelectuales y los poderes fácticos, incluyendo los líderes religiosos y políticos. Estas actividades tuvieron tal éxito, que en 1964 Benno Premsela, sucesor de Nico Engelschman como presidente del COC, hizo historia al ser el primer homosexual en reconocer su sexualidad en la televisión.
Durante la década de 1960 la sociedad sufrió un cambio de actitud, gracias a la creciente riqueza de la población, la cultura juvenil y una liberalización de la sexualidad, en parte gracia a la aparición del a píldora anticonceptiva, e impulsado por la Nederlandse Vereining voor Sexuele Hervorming (NSVH; «Asociación neerlandesa para la reforma sexual»), que a finales de la década contaba con 200.000 miembros. Entre los objetivos que la asociación pretendía conseguir hasta el año 2000 estaban la liberación de los métodos anticonceptivos y la pornografía y la legalización del aborto y la homosexualidad.
El cambio fue más rápido de lo que el NSVH había previsto. Entre 1965 y 1967 el COC publicó la revista Dialoog que pretendía mejorar el diálogo entre heterosexuales y homosexuales. En la revista, Gerard Reve publicó unos textos en los él mismo aparece como un burro que se une en un acto sexual místico a Jesús. El escándalo fue enorme, pero Reve fue declarado inocente de todos los cargos y poco después recibió el premio nacional de literatura más importante del país de manos de la católica ministra de cultura Klompé; premio que celebró casándose en una iglesia con su novio, acto que fue transmitido por televisión.
El COC se adaptó a los cambios radicales que se produjeron a partir de 1968, por lo que tras haber sufrido varios cambios de nombre en su historia, sigue existiendo bajo la denominación Federatie van Nederlandse Verenigingen tot Integratie van Homoseksualiteit COC Nederland.

### Escandinavia
Las figuras centrales en el inicio del movimiento homófilo en Dinamarca fueron Axel Lundhal Madsen, fundador de la primera asociación Kredsen af 1948 («Círculo de 1948», en referencia a la revista Der Kreis - Le Cercle - The Circle), y Helmer Fogedgaard, fundador en 1948 de la revista Vennen («Amigo»). Ambos tuvieron el apoyo de Rolf (Karl Meier) de Der Kreis y Bob Angelo (Nico Engelschman) del COC, las dos movimientos homófilos existentes en la época en Europa. En enero de 1949 la asociación y la revista tenían más de cien abonados. Ya en 1949 tuvo que cambiarse el nombre a Forbundet af 1948 («Liga de 1948») para evitar una denuncia. A la primera reunión que se realizó en Copenhague el 17 de abril de 1949 acudieron 200 personas de todo el país y de Escandinavia. En 1951 ya eran 1339 socios.
Los objetivos del Kredsen af 1948 eran «conseguir vínculos a través de encuentros y correspondencia y conseguir un grupo libre de personas que se sienten solidarios con otros que poseen la misma actitud hacia el problema de homo y bisexuales y que les ayuden o apoyen en caso de necesidad.» Su objetivo intentaron conseguirlo también abriendo un local en otoño de 1948 en el centro de Copenhague, en el que se realizaban conferencias, conciertos de música moderna y otros entretenimientos. La discreción era una de los requisitos básicos de la organización, pero aun así, cuando la prensa descubrió que tras la sociedad estaba Lundhal Madsen, este perdió sus puestos políticos, su trabajo y su vivienda; consiguió recuperase gracias a «amigos» que pidieron permanecer en el anonimato.
La persecución de homosexuales en Dinamarca llegó a su cenit en 1955, bajo el inspector de policía de Copenhague Jens Jersild, que era conocido por las Onanienpatrouillen que organizaba para la caza de homosexuales en baños y parques públicos. Jersild había acumulado un fichero de nombres que había obtenido en las detenciones de chaperos, a los que prometía inmunidad si daban los nombres y domicilios de sus clientes. El 29 de marzo de 1955 los hombres del inspector registraron las empresas IMS y DFT (véase sección siguiente International Homosexual World Organisation) de Madsen, con lo que el fichero con los nombres de abonados a Vennen cayó en manos de la policía. Como consecuencia, mil daneses fueron condenados a, como mínimo, 6 meses de cárcel. El escándalo consiguiente llevó al parlamento a elevar la edad de consentimiento sexual, de facto, aunque no de iure, para homosexuales de 18 a 21 años. El primer éxito del Forbundet af 1948 fue precisamente la eliminación de esa ley en 1965.
En 1950 ya existía una sección noruega del Forbundet af 1948, que en 1952 se independizó de la organización matriz con el nombre Det Norske Forbundet av 1948 (DNF-48; «La liga noruega de 1948»). La asociación noruega fue extremada mente discreta, organizando reuniones solo una vez al mes. En 1959 todavía solo tenía 156 miembros. El objetivo central de la asociación era la lucha contra el artículo 213 del código penal, que ilegalizaba la homosexualidad masculina. El grupo solo comenzó a tomar impulso a partir de 1965 bajo la dirección de Karen-Christine Friele, la primera lesbiana en reconocer públicamente su condición en Noruega.
La sección sueca del Forbundet af 1948 también se originó en 1950. Dos años más tarde se haría independiente con el nombre Riksförbundet för Sexuellt Likaberättigande (RFSL; «Federación por la igualdad sexual»), bajo la dirección de Allan Hellman, durante muchos años el único sueco que reconocía su homosexualidad públicamente. La década de 1950 fue muy difícil, puesto que se identificaba a los homosexuales con los nazis, lo que trajo como consecuencia ataques de la izquierda radical y el anarquismo, y sobre todo del escritor Vilhelm Moberg. Además, el escándalo Kejne había dejado la impresión en el público sueco de que el Gobierno estaba manipulado por una especie de logia masónica gay. El escándalo sacó a la luz el asunto Haijby, en la que el rey Gustavo V de Suecia había sido chantajeado por un antiguo amante. La importancia y la influencia del Riksförbundet för Sexuellt Likaberättigande siguió siendo pequeña en la década de 1960, a pesar de que la homosexualidad pasó a tener un papel central en las discusiones públicas de Suecia.

### International Homosexual World Organisation
La International Homosexual World Organisation (IHWO) fue fundada en Dinamarca en 1952 por Lundahl Madsen y Eigil Eskildsen, que más tarde cambiarían sus nombres por Axel y Eigil Axgil. Tras diferencias con los miembros de Forbundet af 1948, causadas por la creación de las empresas Danks Forretnings Tjeneste (DFT) y International Modelfoto Service (IMS) que se dedicaban a la importación y distribución de revistas y libros sobre la homosexualidad y a fotos de desnudos masculinos, respectivamente, Lundahl Madsen abandonó el Forebundet y creó IHWO, que desde su comienzo quedó muy ligada a las empresas DFT e IMS, que aseguraban la financiación del proyecto. Los trabajadores de DFT e IMS empleaban parte de su tiempo y sus medios de trabajo para el IHWO.
Los objetivos de la IHWO eran la «consecución de una mayor tolerancia y un entendimiento mutuo entre personas con concepciones y actitudes diversas», «apoyar a personas solitarias a superar la soledad» y «derechos iguales» para todos, tal como exige la Declaración de los Derechos Humanos. A pesar de estos objetivos universales, en 1968 solo un 5% de los socios eran mujeres. Durante la década de 1950 el principal punto de lucha fue contra la soledad, que intentaron con la introducción de secciones de contactos es sus revistas. Las secciones de contactos se nutrían de un complicado código de abreviaturas para asegurar el anonimato. Durante la década de 1960 comenzaron un tímido intento de lucha política escribiendo una carta en 1961 a los miembros del parlamento danés, protestando por la introducción del artículo 225 que, de facto, aunque no de iure, elevaba la edad de consentimiento sexual para homosexuales de 18 a 21 años.
El IHWO tuvo muchas dificultades en la distribución de sus materiales impresos. En 1955 Axel y Eigil Axgil fueron detenidos y condenados a un año de cárcel por, entre otras cosas, «especulación en la sensualidad de otros», dentro de una campaña general de represión de la homosexualidad en Copenhague. También hubo muchas dificultades en Alemania, donde se encontraban gran parte de los clientes/socios de IHWO y DFT. Envíos a Alemania eran interceptados, abiertos o destruidos por los servicios de correos o de aduanas. El IHWO escribió varias cartas entre 1967 y 1970 al gobierno alemán protestando. Igualmente protestaron en 1967 ante la embajada de Finlandia en Dinamarca porque el correo y las aduanas finlandesas abrían o retenían sobres y paquetes cerrados, o bien los consignatarios eran llamados a las oficinas de aduanas, donde los paquetes eran abiertos en presencia de todos y se realizaban comentarios sobre el contenido. El embajador de Finlandia justificó el hecho porque las publicaciones homosexuales estaban prohibidas según el derecho finés. A mediados de la década de 1950, el IHWO tenía unos 2400 miembros y más de 16.000 clientes.
En 1969 el IHWO tenía diez grupos de trabajo en grandes ciudades europeas, entre otras en Hamburgo, Münster, Stuttgart, París y Ginebra, además de contactos con individuos en el Bloque oriental y con el Club 68 de Suiza. En 1970 la organización tenía 2396 miembros. De 1968 a 1970 el IHWO publicó la revista Internationale Zeitschrift für Freundschaft und Toleranz — UNI, de la que se publicaron 12 números.  La revista se publicaba en siete idiomas: danés, alemán, inglés, francés, italiano, neerlandés y sueco. Del 23 al 25 de mayo de 1969 la organización realizó un encuentro internacional, al que acudieron miembros de Bélgica, Dinamarca, Alemania, Inglaterra, Francia, Países Bajos, Canadá, Austria y Suecia. El principal tema tratato fue el de la censura postal. Siguieron una serie de encuentros menores, que culminaron en 1970, del 7 al 10 de mayo en Suecia meridional, a donde acudieron 26 miembros de ocho países.
Desde el principio, la organización no fue bien recibida por el movimiento homófilo más estricto, evidentemente con el danés y por extensión con el escandinavo, pero también con el COC Nederland, que desconfiaba de la organización. El movimiento homófilo consideraba el IHWO como un intento de ganar dinero con la pornografía a costa de los homosexuales. El docente y periodista Raimund Wolfert afirma que, por lo menos durante la década de 1960, las actividades de la IHWO eran efectivamente en su mayoría comerciales, pero esto cambió hacia finales de la década y no puede ser afirmado para los últimos años de la organización, comenzando en 1968 una época de importantes actividades políticas. Pero, fueron precisamente ese tipo de disensiones las que llevaron a la desaparición de la organización. Tensiones entre los Axgil y Michael Holm y Geuert Staal, sus colaboradores más estrechos, que acusaban a los primeros de poner los intereses comerciales siempre en primera línea, llevaron a los primeros a dimitir a finales de 1970. Holm y Staal intentaron continuar el trabajo del IHWO desde Suecia, pero la dimisión de los Axgil se puede considerar de hecho el fin de la organización.

### Alemania

#### Influencia del IHWO en Alemania
La influencia del IHWO en Alemania fue muy grande. No solo muchos de los clientes de los Axgil eran alemanes, como demuestra el hecho de que la mitad de los anuncios por palabras de la revista UNI eran de Alemania, sino que la organización tenía secciones en diversas ciudades. La más importante fue la de Hamburgo, la Internationale Homophile Welt-Organisation — Gruppe Norddeutschland e.V. (HWO Hamburg), cuya primera reunión fue en septiembre de 1969. En agosto de 1970, el IHWO Hamburg se independizó de la matriz danesa con el apoyo de los Axgil, con los que siguieron teniendo una buena relación. La organización fue considerada todavía en 1973 por la revista him como la mayor organización gay de Alemania, con unos 800 miembros. La IHWO Hamburg se disolvió en 1974 arruinada con una deuda de casi 20.000 marcos. La desaparición de la organización fue el nacimiento de otras como Allgemeine Homosexuelle Arbeitsgemeinschaft (AHA)  en Berlín y Verein für sexuelle Gleichberechtigung (VSG) en Múnich.
La contrabandista de pornografía más famosa de Alemania fue Toni Simon. Simon era un travestí que tras la II Guerra Mundial había recibido permiso del gobierno para vestirse con ropas femeninas y para cambiar su nombre en el pasaporte. Los Axgil conocieron personalmente a Simon en 1969/70, cuando esta tenía ya más de ochenta años. La dama iba a visitarlos regularmente y compraba material pornográfico de DFT en grandes cantidades, que luego se llevaba en la maleta para venderlos y ganarse algo de dinero para complementar su jubilación. En la frontera pedía a los funcionarios de aduanas que le ayudaran a transportar la pesadísma maleta desde el tren danés hasta el tren alemán; los funcionarios nunca sospecharon que una dama de más de ochenta años llevase en la maleta grandes cantidades de revistas pornográficas de contrabando.

#### Alemania Occidental
La primera organización gay de la posguerra fue el Verein für humanitäre Lebenshaltung («Asociación para el estilo de vida humanitario») fundado en agosto de 1949 en Fráncfort del Meno.
En 1950, Hans Giese fundó como organización privada un Institut für Sexualforschung («Instituto para el estudio de la sexualidad») y poco más tarde le añadió una sección llamada Wissenschaftlich-humanitäres Komitee («Comité Científico Humanitario»). Giese además colaboró con la creación en 1949 de un Wissenschaftlich-humanitäres Komitee local en Berlín, cuya inscripción en el registro de asociaciones fue rechazada por la ciudad. También influenciado por Giese, en 1950 se creó la Deutsche Gesellschaft für Sexualforschung («Sociedad alemana para el estudio de la sexualidad»).
En 1951 se creó en Bremen un segundo núcleo de asociaciones, el Weltbund für Menschenrecht («Liga mundial por los Derechos humanos»), que pasó a llamarse a partir de 1952 Gesellschaft für Menschenrechte («Sociedad por los Derechos humanos»). Su objetivo era liberar a los homosexuales de la persecución. Dentro de la asociación se formó un grupo llamado Internationale Freundschaftsloge («Logia internacional de la amistad») que organizaba actividades lúdicas; el grupo pasó pronto a tener representaciones locales en Hamburgo, Hannover, Stuttgart, Berlín Occidental, Colonia, Duisburg y Wiesbaden.
En 1952 se formó el Bund für Menschenrechte («Liga por los Derechos humanos») en Colonia y en 1953 la Gesellschaft für Menschenrechte («Sociedad por los Derechos humanos») en Hamburgo, que pretendió convertirse en una federación de las organizaciones alemanas, pero que se disolvió en diciembre de 1955 al fracasar en su intento. En 1957 solo existían tres asociaciones: Verein für humanitäre Lebenshaltung, Internationale Freundschaftsloge y Gesellschaft für Reform des Sexualstrafrechts («Sociedad para la reforma del derecho penal sexual»), que formaban la sección alemana del International Committee for Sexual Equality.
En 1957, iniciada por un juicio en Fráncfort, comienza una ola de persecuciones judiciales que llevó a estas organizaciones a disolverse y paralizó casi por completo el movimiento homófilo. La única asociación que tuvo alguna actividad en la década de 1960 fue ''Kameradschaft die Runde («Hermandad la ronda») de Reutlingen, una asociación decididamente apolítica y no militante.

#### Revistas del movimiento homófilo alemán
Muchas de estas asociaciones editaban hojas informativas y revistas. La más importante fue naturalmente Der Kreis, que aunque provenía de Suiza, tuvo un gran impacto en Alemania. Ya a principios de la década de 1950 había unas 25 revistas que tomaban nombres de las que habían existido en la República de Weimar: Die Insel, Die Freundschaft, etc. Por ejemplo, el Weltbund für Menschenrecht editaba la revista Insel der Freundschaft und Toleranz («Isla de la amistad y la tolerancia»), que pasó a llamarse en 1952 Der Weg zur Freundschaft und Toleranz («El camino a la amistad y la tolerancia») y el Verein für humanitäre Lebenshaltung editaba la revista Die Gefährten («Los compañeros»).
En 1955, con la entrada en vigor de la ley de protección del menor, se prohibió la venta pública de las revistas homosexuales, por lo que las publicaciones pasaron a ser clandestinas. En 1968 solo sobrevivían dos revistas en Alemania: amigo (publicada en Dinamarca) y Der Weg.

#### Situación social y legal en Alemania
Tras la II Guerra Mundial, la República Federal de Alemania decidió mantener los artículos 175 y 175a en su forma nazi de 1935, puesto que no se consideraron «legislación contaminada con pensamiento nazi». El significado práctico de esta sentencia es que los homosexuales fueron tratados como delincuentes cuya condena había sido justificada y que no tenían derecho a ningún tipo de resarcimiento o indemnización.
De 1945 a 1969 se calcula que en Alemania Occidental se condenaron por homosexualidad unos 60.963 hombres. Esta ola de persecuciones, que se puede comparar incluso con la realizada durante el régimen nazi, se explica por la ideología conservadora del Gobierno, pero sobre todo, por la continuidad, tanto en la policía, como en la judicatura, de los funcionarios nazis. Aunque el tratamiento de los acusados era muy desigual según el juzgado, una ola de persecuciones en Fráncfort tuvo como consecuencia seis suicidios, exilios y la destrucción de la carrera profesional de los acusados.
A partir de 1959 comenzaron a disminuir ligeramente las condenas. A partir de mediados de la década de 1960 comenzó a discutirse públicamente la reforma del §175, que finalmente se eliminó en 1969. Las relaciones sexuales voluntarias entre hombres adultos dejaron de ser delito, sin embargo, se mantuvo el §175a, por lo que continuó una discriminación en la edad de consentimiento entre homosexuales (21 años) y heterosexuales (18 años).

### Francia
Francia había mantenido tras la II Guerra Mundial las leyes del código penal en contra de la homosexualidad que había introducido el Régimen de Vichy, leyes que se recrudecieron en 1960 bajo el gobierno de De Gaulle. No fueron derogadas hasta 1982 bajo el gobierno de Mitterrand. A pesar de ello, Roger Peyrefitte y Jean Genet no tenían dificultades en publicar sus libros de contenido claramente homosexual y las revistas de travestís de París tenían un gran éxito de público.
La principal actividad reivindicativa realizada por homosexuales tras la Guerra fue la revista Arcadie y el grupo del mismo nombre que la editaba, fundados en 1958 por André Baudry, un excura católico que estaba en estrecho contacto con el movimiento suizo en torno a Der Kreis. La revista, que se clausuró en 1984, llegó a tener una tirada de entre 3.000 y 10.000 ejemplares. Al igual que las asociaciones de otros países, el lema era «no hagas pública tu homosexualidad». Los esfuerzos por integrarse llegaron hasta el extremo de defender la legislación contra los homosexuales, considerando que no era más que una lógica reacción de los heterosexuales a los excesos de los homosexuales en la década de 1920, les années folles. Consecuentemente, gais afeminados o que llamasen la atención de cualquier forma eran rechazados en los clubs y fiestas que se organizaban. Colaboradores más o menos habituales fueron Peyefritte, Jacques de Ricaumont, escritor de la extrema derecha que empleaba seudónimo, Daniel Guérin, anarquista, y Françoise d'Eaubonne, feminista lesbiana. Estos dos últimos fueron parte de los iniciadores del movimiento de liberación gay de Francia tras las revueltas de mayo del 68.

### Reino Unido
La homosexualidad también fue ilegal en el Reino Unido hasta 1967, siendo especialmente dura la persecución en la década de 1950. Durante esa década estallaron los escándalos del Círculo de Espías de Cambridge que habían trabajado para los servicios secretos soviéticos, de los que Donald Maclean, Guy Burguess y Anthony Blunt eran homo o bisexuales, y de Edward Douglas-Scott-Montagu, tercer barón de Montagu of Beaulieu, un importante miembro de la aristocracia británica, cuyo proceso por homosexualidad fue aireado por la prensa amarilla. La alarma social causada por estos escándalos llevó al parlamento a crear en 1954 una comisión de investigación, que finalmente editaría tres años después el informe Wolfenden. El informe, sorprendentemente, recomendaba la legalización de la homosexualidad consentida entre adultos; el parlamento tardaría otros diez años en llevar a la práctica esta recomendación.
El principal esfuerzo asociativo gay en el Reino Unido en los 50 y 60 fue la Homosexual Law Reform Society (HLRS), más tarde conocida como Albany Trust. Fundada por A.E. Dyson  del University College North Wales en 1958, un año después de la aparición del informe Wolfenden, el grupo pretendía la eliminación de las leyes contra la homosexualidad en Gran Bretaña. Las actividades del grupo fueron múltiples, desde la búsqueda de apoyos entre personalidades de todo tipo, hasta la educación de la población sobre ese tema desconocido que era la homosexualidad a través de infinidad de artículos en la prensa, cartas a periódicos, folletos, reuniones públicas y charlas, e incluso apariciones en la radio y la televisión.
El 7 de octubre de 1964, Allan Horsfall y Colin Harvey fundaron la Campaign for Homosexual Equality (CHE) a partir del North Western Homosexual Law Reform Committee (NWHLRC), una asociación local del HLRS. La asociación fue la principal fuerza homófila durante la década de 1970.

### Estados Unidos

#### Situación social
En EE. UU., durante la época del mccarthismo, comenzó una caza contra elementos llamados «subversivos», que según la convicción de Joseph McCarthy y muchos otros conservadores, habían infiltrado el gobierno estadounidense a todos los niveles para entregar el país a los comunistas. A los «subversivos», además de otros grupos marginales, se les unieron pronto el conjunto de «los homosexuales». McCarthy y el Secretario de Estado John Puerifory declararon que había una «homosexualidad clandestina» que hacía el trabajo preparatorio para la «conspiración comunista». Esta teoría de conspiración se basaba en un rumor que circulaba por Washington que decía que Hitler había estado en posesión de una lista de homosexuales extranjeros —también estadounidenses— para chantajearlos, lista que habría caído en 1945 en manos de la estalinista Unión Soviética. El planificador de la campaña antihomosexual fue el consejero de McCarthy Roy Cohn. La prensa acuñó las palabras pervert peril (‘peligro pervertido’) y lavender scare (‘terror rosa’) y, a partir de la primavera de 1950, se actuó contra homosexuales, con el resultado de que muchos funcionarios homosexuales perdieron su trabajo. En 1954 el FBI comenzó a infiltrar y vigilar a organizaciones homosexuales. En 1953 el presidente estadounidense Dwight D. Eisenhower firmó la orden ejecutiva n.º 10450 que, entre otras cosas, decía que el gobierno no podía dar trabajo a ningún homosexual en interés de la seguridad nacional. La prohibición de entrar en el funcionariado para los homosexuales se mantuvo hasta 1975.
La mayor histeria colectiva en contra de los homosexuales en la historia de EE. UU. se produjo en octubre de 1955 en Boise, Idaho, tras presuntos asaltos a, supuestamente, cientos de jóvenes. La policía interrogó a casi 15.000 residentes en busca de un grupo de autores homosexuales. Las investigaciones produjeron cientos de nombres de sospechosos de homosexualidad. Finalmente se detuvo a 16 hombres, de los que 9 fueron condenados.
Después de que en 1963 A. M. Rosenthal se convirtiera en editor del The New York Times, el periódico fue el primero de los grandes diarios estadounidenses en publicar grandes artículos sobre la homosexualidad. Sus editoriales no eran necesariamente a favor de los homosexuales, pero acabaron con la supresión del tema del discurso público y consiguió la atención del país.
La supresión de código de Hays en los años sesenta evidenció la disminución de la influencia del puritanismo moral en la industria del cine estadounidense. Desde finales de los años cincuenta, se habían ido realizado en Hollywood películas como
Suddenly, Last Summer (De repente, el último verano, 1959), The Children's Hour (La calumnia, 1961), Advise & Consent (Tempestad sobre Washington, 1962), Reflections in a Golden Eye (Reflejos de un ojo dorado, 1967),
The Fearless Vampire Killers (El baile de los vampiros, 1967),
Flesh (1968), The Gay Deceivers (1969), Midnight Cowboy (Cowboy de medianoche, 1969) y The Boys in the Band (Los chicos de la banda, 1970), en las que la homosexualidad aparecía de manera cada vez más explícita.
En los años cincuenta y sesenta la religión fue perdiendo influencia y, sobre todo, los tabúes impuestos por el puritanismo fueron eliminándose uno tras otro, algunas comunidades religiosas comenzaron a repensar su punto de vista frente a la homosexualidad. En 1967 un congreso de representantes de la Iglesia episcopaliana decidió que la homosexualidad ya no debía ser condenada. En 1968 un grupo de homosexuales crearon en Los Ángeles la Metropolitan Community Church, una iglesia libre que creció rápidamente y en la actualidad coordina una red de iglesias por todo el país. Otras comunidades religiosas, como la Iglesia católica y las iglesias protestantes conservadoras, a menudo bajo la denominación de evangélicos, siguen manteniendo su rechazo a la homosexualidad hasta el presente. Dentro del judaísmo estadounidense, fueron los judíos reconstruccionistas y los judíos reformistas las corrientes que primero se abrieron a la homosexualidad.

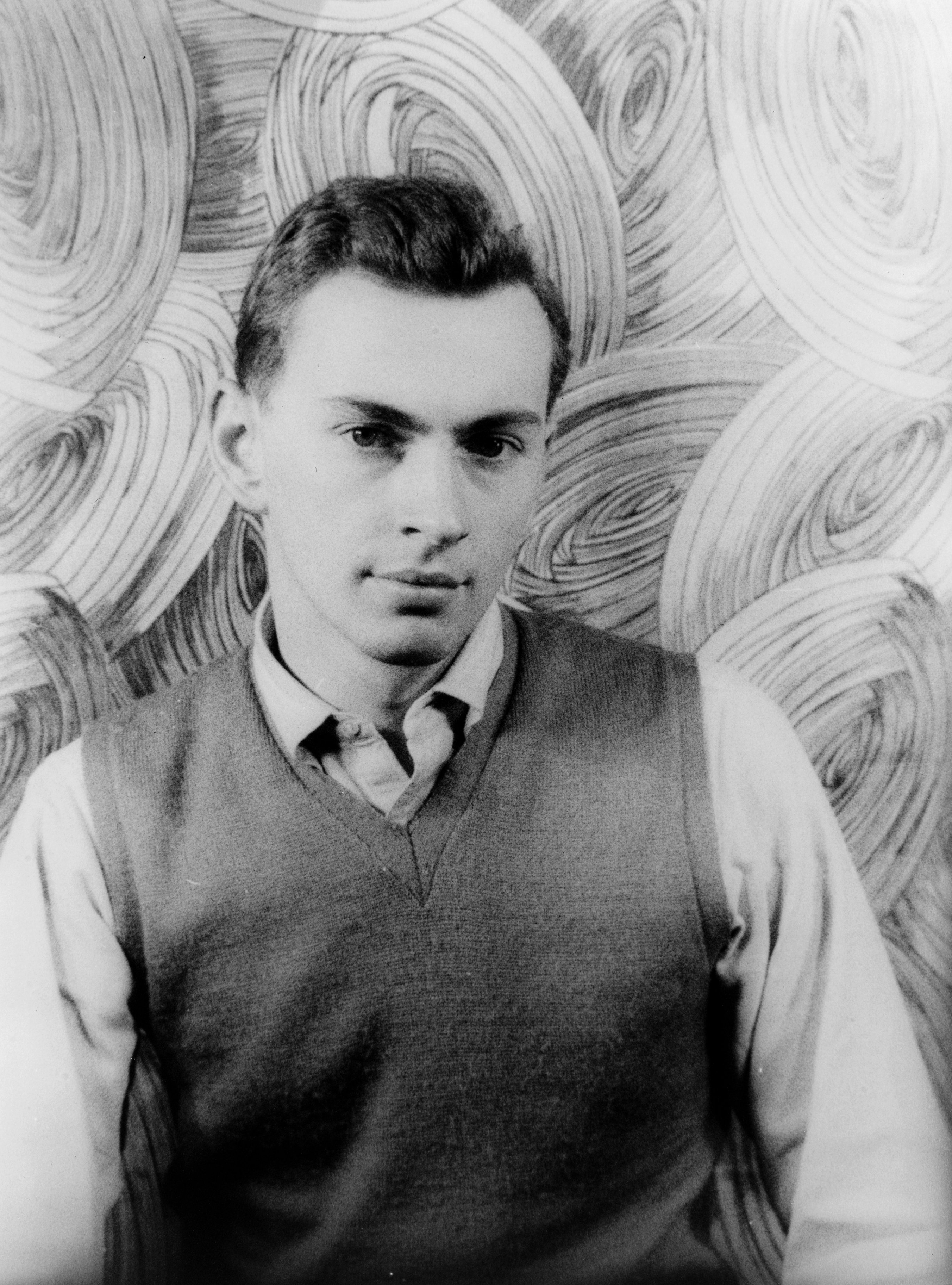
El escritor y ensayista Gore Vidal (1925) fue uno de los pocos intelectuales neoyorquinos que vivía abiertamente su bisexualidad en los años cincuenta.

Durante la Segunda Guerra Mundial, había aparecido en Nueva York un ambiente intelectual homosexual, en cuyo centro se encontraba el mecenas Lincoln Kirstein, a cuyo salón literario acudían, entre otros, los escritores W. H. Auden, Glenway Wescott y Monroe Wheeler y el pintor Paul Cadmus; en la ciudad además vivían inconformistas, como los poetas Allen Ginsberg y Audre Lorde, los escritores Gore Vidal, Truman Capote, Christopher Isherwood, W. H. Auden y Tennessee Williams, el bailarín Rudolf Nuréyev y los compositores Leonard Bernstein y Cole Porter, entre muchos otros. En 1945 apareció la Veterans Benevolent Association (VBA), una organización de beneficencia, que se dedicaba a ayudar sobre todo a ex soldados que habían sido licenciados de manera deshonrosa por homosexualidad.
Tras la Segunda Guerra Mundial Nueva York se convirtió en uno de los principales centros de la vida homosexual en EE. UU., con multitud de bares para gais y lesbianas. En Harlem florecían desde los años cuarenta los Mount Morris Baths, una de las primeras e inoficiales casas de baños homosexuales de Nueva York. Subculturas homosexuales también existían en muchas ciudades estadounidenses, como Chicago, Los Ángeles y San Francisco, en esta última, desde que en los años cincuenta los escritores de la Generación beat se instalaran allí. El activista gay José Sarria ya se presentó en 1961 a concejal del ayuntamiento de la ciudad. La revista Life declaró la ciudad en 1964 la «capital gay de América». Ese mismo año se fundó en San Francisco la SIR (Society of Individual Rights), que tenía una orientación más política que la Mattachine Society y que, por lo tanto, serviría de modelo a organizaciones posteriores.

#### Homosexuales en el movimiento de derechos civiles (1955-1968)

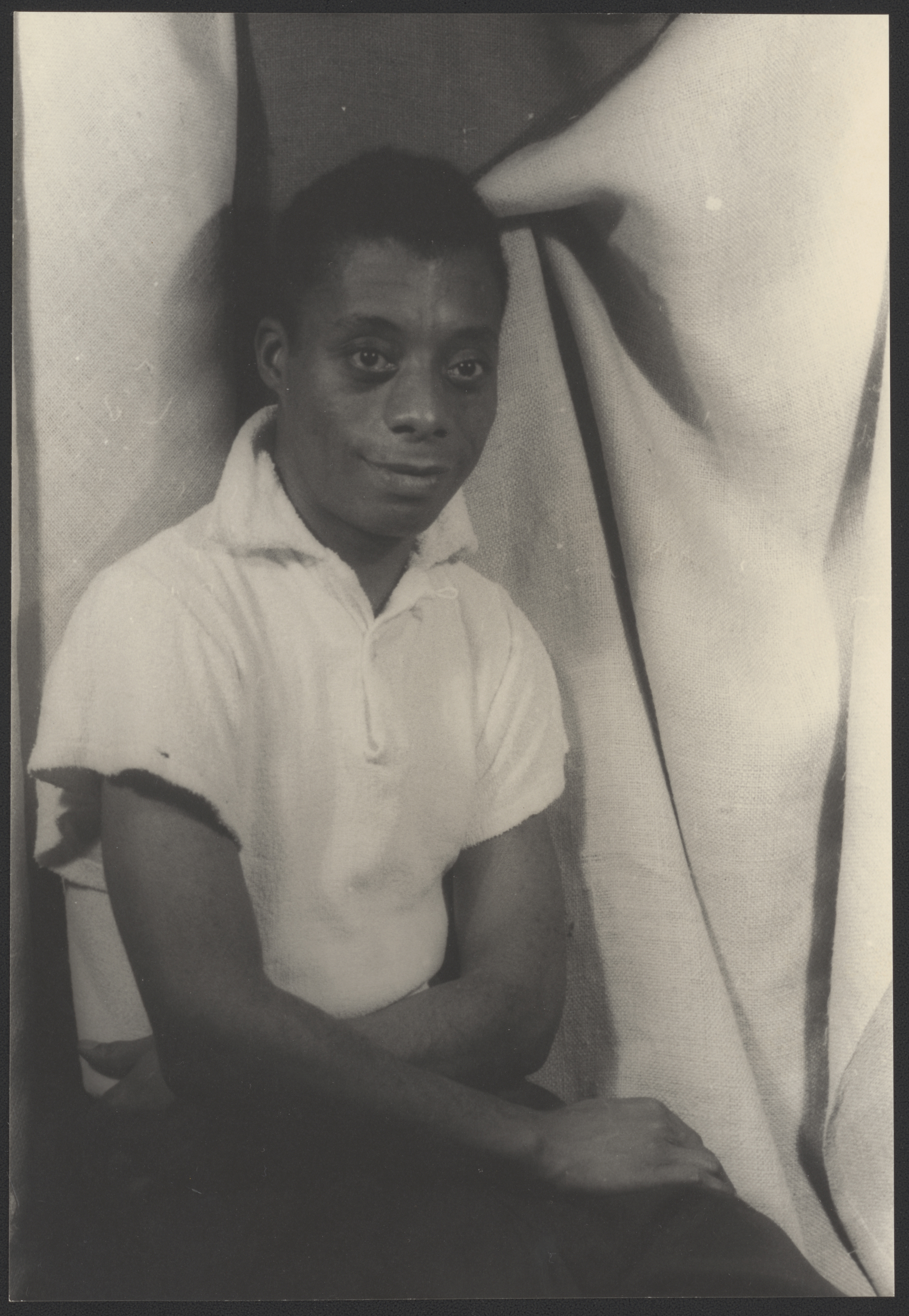
El escritor bisexual James Baldwin fue uno de los más conocidos precursores del movimiento de derechos civiles. Fotografiado por Carl van Vechten, 1955.

Ya en 1951 Edward Sagarin había indicado que los homosexuales —al igual que los judíos y los afroamericanos— eran una de las minorías con problemas más importantes de EE. UU. Debido a que, en los años cincuenta y principios de los sesenta, la homosexualidad estaba mucho más envuelta en tabús que la discriminación de afroamericanos y además los homosexuales admitían su condición públicamente en raras ocasiones, sus derechos no aparecían en la agenda de los defensores de los derechos civiles. Activistas como Jack Nichols y Franklin E. Kameny, que en 1968 acuñó el eslogan Gay is good («lo homosexual es bueno», juego de palabras con God is good, «Dios es bueno»), participaron en demostraciones a favor de los derechos civiles de las minorías, como la marcha sobre Washington por el empleo y la libertad, pero no lo hicieron como representantes del movimiento gay.
Uno de los activistas más importantes del movimiento de derechos civiles en EE. UU. fue el escritor abiertamente bisexual James Baldwin, cuyas novelas han denotado una y otra vez la enorme presión que sufren los que son bisexuales y negros a la vez. Otro activista del movimiento de derechos civiles abiertamente homosexual fue Bayard Rustin, que fue consejero de Martin Luther King en los años sesenta, pero que más tarde pondría más énfasis en la defensa de los derechos de los homosexuales. El Civil Rights Movement sería más tarde el modelo del movimiento de emancipación de los homosexuales.

#### Organización del movimiento de derechos civiles para homosexuales
Ya en noviembre de 1950 Harry Hay funda en Los Ángeles la primera organización homosexual de EE. UU. que tendría continuidad: la Mattachine Society. Oficialmente, no sería hasta 1954, bajo otro equipo directivo, que se fundaría la organización. El objetivo principal de la asociación, que pronto tendría sucursales en otras ciudades estadounidenses y editaría una revista, la Mattachine Review (1955-1966), era hacer propaganda para conseguir el reconocimiento social de los homosexuales. También en 1950, en Los Ángeles, se fundó la Knights of the Clock cuyo objetivo era apoyar a parejas homosexuales con color de piel distinto.
En 1952, un grupo de ex miembros de la Mattachine Society fundaron ONE, Inc., una organización LGBT basada en Los Ángeles. ONE, Inc. editó a partir de 1953 la exitosa revista ONE Magazine y fundó en 1956 el ONE Institute, que a partir de 1957 ofrecía cursos sobre la historia de la homosexualidad. El One Institute, a su vez, editaba la primera revista científica a nivel nacional cuyo tema principal era la homosexualidad, el One Institute Quarterly. ONE, Inc. se fusionó en 1996 con el ISHR (Institute for the Study of Human Resources).
En 1955 se fundó en San Francisco la primera asociación lésbica para la defensa de sus derechos civiles. Con la creación de DOB (Daughters of Bilitis), que pronto tendría sucursales en otras ciudades estadounidenses y que desde 1956 publicó la revista The Ladder; se pretendía organizar un foro social que, al contrario que los bares para lesbianas, fuera seguro frente a las razzias policiales.
Kameny y Nichols fundaron en 1961 la Mattachine Society of Washington, que, al contrario que su equivalente de Nueva York, pretendía conseguir cambios políticos y comenzó a hacer trabajo de lobby, que se centraban sobre todo en conseguir el fin de la prohibición para homosexuales de trabajar en el funcionariado público. En 1962 se fundó en Filadelfia la Janus Society que editó la revista Drum Magazine, de gran tirada y muy leída. En 1963 algunas de las mayores organizaciones homosexuales se unieron en la ECHO (East Coast Homophile Organizations).
El 19 de septiembre de 1964 se produjo la primera manifestación a favor de los derechos de los homosexuales en la historia de EE. UU.; un grupo de unos 10 manifestantes protestó ese día en Whitehall Street (en la ciudad de Nueva York) contra la discriminación de los homosexuales en el ejército. En el verano de 1965 se produjeron manifestaciones parecidas por primera vez en la capital, Washington. En 1966/67 se creó la NACHO (North American Conference of Homophile Organizations), la primera federación de organizaciones de EE. UU., que tenía más de 6000 miembros, pero que se disolvió en 1970. La primera universidad estadounidense que reconoció una asociación estudiantil homosexual fue la Universidad de Columbia (Nueva York) en 1967. En enero de 1967 varios cientos de personas protestaron en el Sunset Boulevard (en Los Ángeles) contra las razzias policiales contra bares gais; fue la mayor manifestación de homosexuales hasta la fecha. Ese mismo año, en el Greenwich Village, en Nueva York, el activista Craig Rodwell abrió la primera librería de temática LGBT del país, la Oscar Wilde Memorial Bookshop.

#### Lista de revistas y asociaciones de EE. UU.
- Vice Versa: America's Gayest Magazine (1947-1948; «Viceversa: la revista mas gay/alegre de América»), la primera revista lésbica de los Estados Unidos; era gratuita. Lisa Ben (anagrama de «lesbiana»), secretaria de 25 años de Los Ángeles, creadora de Vice Versa eligió el nombre «porque en aquellos días nuestro tipo de vida era considerado un vicio.»

- The Mattachine Society (1950-1987) y la Mattachine review (1955-1966);[36] Homosexual Citizen, (publicada por la sección de Washington de 1966 hasta fecha desconocida).

- Daughters of Bilitis (1955-presente) y The Ladder (1956-1972); Focus (publicada por la sección de Boston, 1971-1983); Sisters, (a nivel nacional, publicada en San Francisco, 1971-1975).

- ONE, Inc. (1952-presente) y One magazine (1953-1972);[36] Homophile Studies (1958-1964)

- League for Civil Education (1960 o 1961-?) y la revista The LCE News (1961-?)

- Janus Society (1962-1969) y drum (sic) (1964-1969), una revista picante orientada a los hombres gais, llegó a alcanzar una circulación de 10.000 ejemplares hacia 1966.

- Society for Individual Rights (1964-1976)[36] y la revista Vector (1965-1977)

- Homosexual Law Reform Society (1965-1969)

- Phoenix: Midwest Homophile Voice, una revista de Kansas City (Misuri) (1966-1969)

- Homophile Action League (Filadelfia) y la revista HAL Newsletter (1969-1970)